# دوفر (نيويورك)
دوفر (بالإنجليزية: Dover, New York)‏ هي بلدة أمريكية تقع في الولايات المتحدة في مقاطعة دوتشيز. يقدر عدد سكانها بـ 8,699 نسمة ومساحتها 145.9 كم2 وترتفع عن سطح البحر 146 متر.